# Taxis River
Der Taxis River ist ein 40 km langer rechter Nebenfluss des Southwest Miramichi River in der kanadischen Provinz New Brunswick.

## Flusslauf
Der Taxis River entsteht am Zusammenfluss von North Branch und South Branch Taxis River. Er fließt in überwiegend östlicher Richtung nach Boiestown, wo er in den Southwest Miramichi River mündet. Der Flusslauf liegt im Norden des York County. Das 510 km² große Einzugsgebiet des Taxis River ist hauptsächlich bewaldet.